# عيد الميلاد تقريبا
عيد الميلاد تقريباً (بالإنجليزية: Almost Christmas)‏ هو فيلم درامي كوميدي مسيحي أمريكي لعيد الميلاد تم إنتاجه في سنة 2016 وهو من إخراج وتاليف ديفيد تالبيرت وبطولة كيمبرلي إليز ومونيك وغابرييلي يونيون وكيري هيلسون وجيسي أوشر وداني غلوفر وعمر ايبس. تم البدأ بتصوير الفيلم في 22 نوفمبر 2015 في كوفينغتون وتم عرض الفيلم في 3 نوفمبر 2016 في لوس أنجلوس عن طريق يونيفرسال بيكتشرز.

## القصة
قصة الفيلم تتكلم عن مهندس متقاعد اسمه والتر وحياته بعد سنة من فقدان زوجته ريتشل، يتم دعوته من قبل أطفاله الأربعة لقضاء العطلة والاحتفال معهم، والتر يعلم أن أطفاله الأربعة من المستحيل أن يقضوا العطلة معاً وإن حصل ذلك فستكون معجزة عيد الميلاد.

## البطولة
- داني غلوفر بدور والتر مايرس
- ريتشل كليان بدور غريس مايرس
- كيمبرلي إليز بدور الطبيبة شيريل مايرز وأكبر أبناء والتر مايرس
- روماني مالكو بدور كرستيان مايرس
- غابرييلي يونيون بدور ريتشل مايرس
- جيسي أوشر بدور إيفان مايرز
- مونيك بدور الخالة ماي
- جيري أنجلو بروكس بدور لوني
- نادي بايلي بدور نيا
- جون هجنز بدور أندي بروكس
- دي سي يونغ فلاي بدور إيريك
- كيري هيلسون بدور ياسمين
- مونيكا براون بدور الخادمة
- غريغوري ألان وليامس بدور ألان
- غلادس نايت بدور دوروثي
- ريك ريتز بدور المدرب بيكر
- دوني سمبسون بدور الدي جي

## التقييم
حصل الفيلم على تقييم 51% على موقع الطماطم الفاسدة، وعلى موقع ميتاكريتيك على درجة 55 من 100.

## وصلات خارجية
- عيد الميلاد تقريبا على موقع IMDb (الإنجليزية)
- عيد الميلاد تقريبا على موقع ميتاكريتيك (الإنجليزية)
- عيد الميلاد تقريبا على موقع روتن توميتوز (الإنجليزية)
- عيد الميلاد تقريبا على موقع قاعدة بيانات الأفلام العربية
- عيد الميلاد تقريبا على موقع ألو سيني (الفرنسية)
- عيد الميلاد تقريبا على موقع أول موفي (الإنجليزية)
- عيد الميلاد تقريبا على موقع بوكس أوفيس موجو (الإنجليزية)
- عيد الميلاد تقريبا على موقع فيلمافينيتي (الإسبانية)
- عيد الميلاد تقريبا على موقع قاعدة بيانات الفيلم (الإنجليزية)
- عيد الميلاد تقريبا على موقع ليتربوكسد (الإنجليزية)

- الموقع الرسمي
- عيد الميلاد تقريباً على قاعدة بيانات الأفلام على الإنترنت